# Grosse Horloge
La Grosse Horloge de La Rochelle est une ancienne porte de ville datant de l'enceinte primitive dite de Guillaume X, devenue inutile avec l'agrandissement de la ville, elle accueille une cloche et une horloge en 1478 et devint le beffroi de la ville en remplacement de la porte de Mallevault. La porte de la Grosse-Horloge est classée au titre des monuments historiques par arrêté du 13 décembre 1978.

## Histoire
La Grosse-Horloge était à l'origine une porte de la ville fortifiée de La Rochelle, ouverte dans l'enceinte primitive. La porte a été édifiée au début du XIIe siècle lors de l’édification de la première enceinte médiévale. Au XIIIe siècle son nom était la porte du Parrot ou Perrot, car elle donnait accès au faubourg de ce nom. La porte était percée de deux baies. La plus large, pour les chariots, la plus petite, pour les piétons.
En 1478, on la surmonta d'un clocher octogonal, coiffé d'un campanile abritant la cloche de l'horloge. Cette partie supérieure était très proche de celle de la porte Cailhau (exception faite de la fenêtre centrale).
En 1672, on réunit les deux baies en une seule arcade, afin de faciliter la circulation.
En 1746, la partie supérieure de l'édifice fut démolie pour faire place à la construction actuelle en forme de cartel Louis XV flanqué d'attributs scientifiques et militaires.
À noter que l’éphémère tramway de la Rochelle passait sous la porte de la Grosse-Horloge pour rejoindre la place de Verdun.
Aujourd'hui, elle reste l'un des principaux points de passage entre les quais et la vieille ville, mais a aussi abrité pendant quelques années un musée archéologique concernant les templiers rochelais.

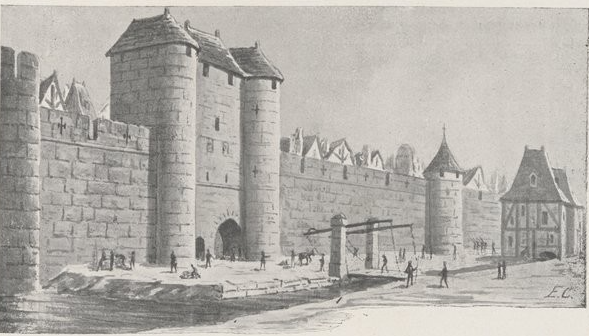
Porte du Perrot, selon Émile Couneau dans La Rochelle disparue, 1904.
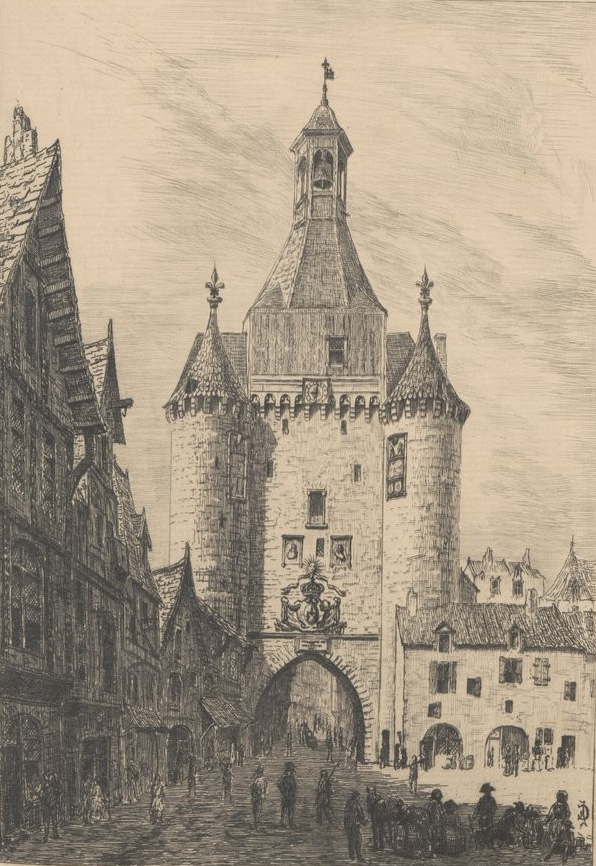
Grosse-Horloge en 1710, selon Émile Couneau dans La Rochelle disparue, 1904.
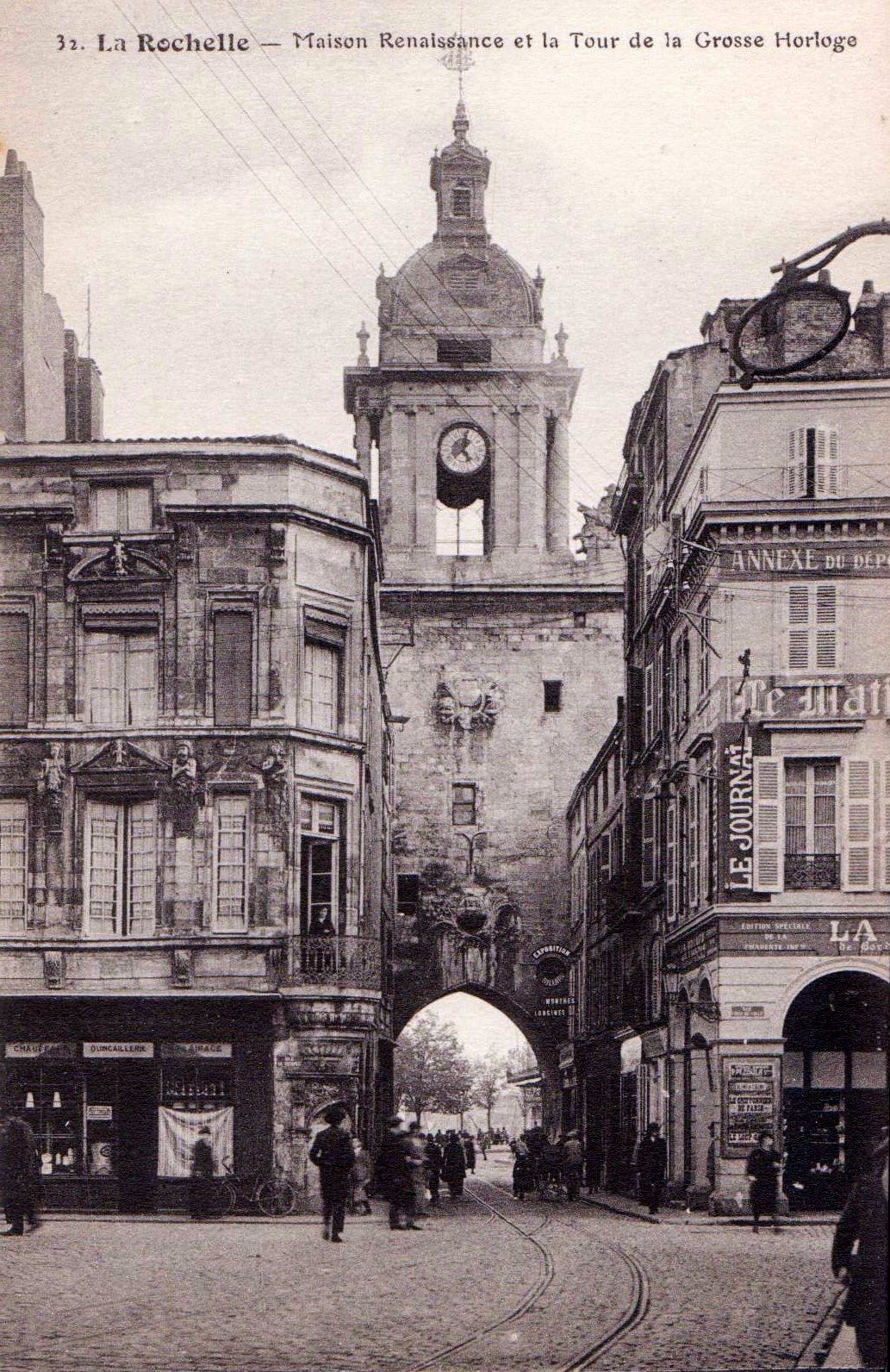
Façade nord de la Grosse-Horloge, env. 1910.

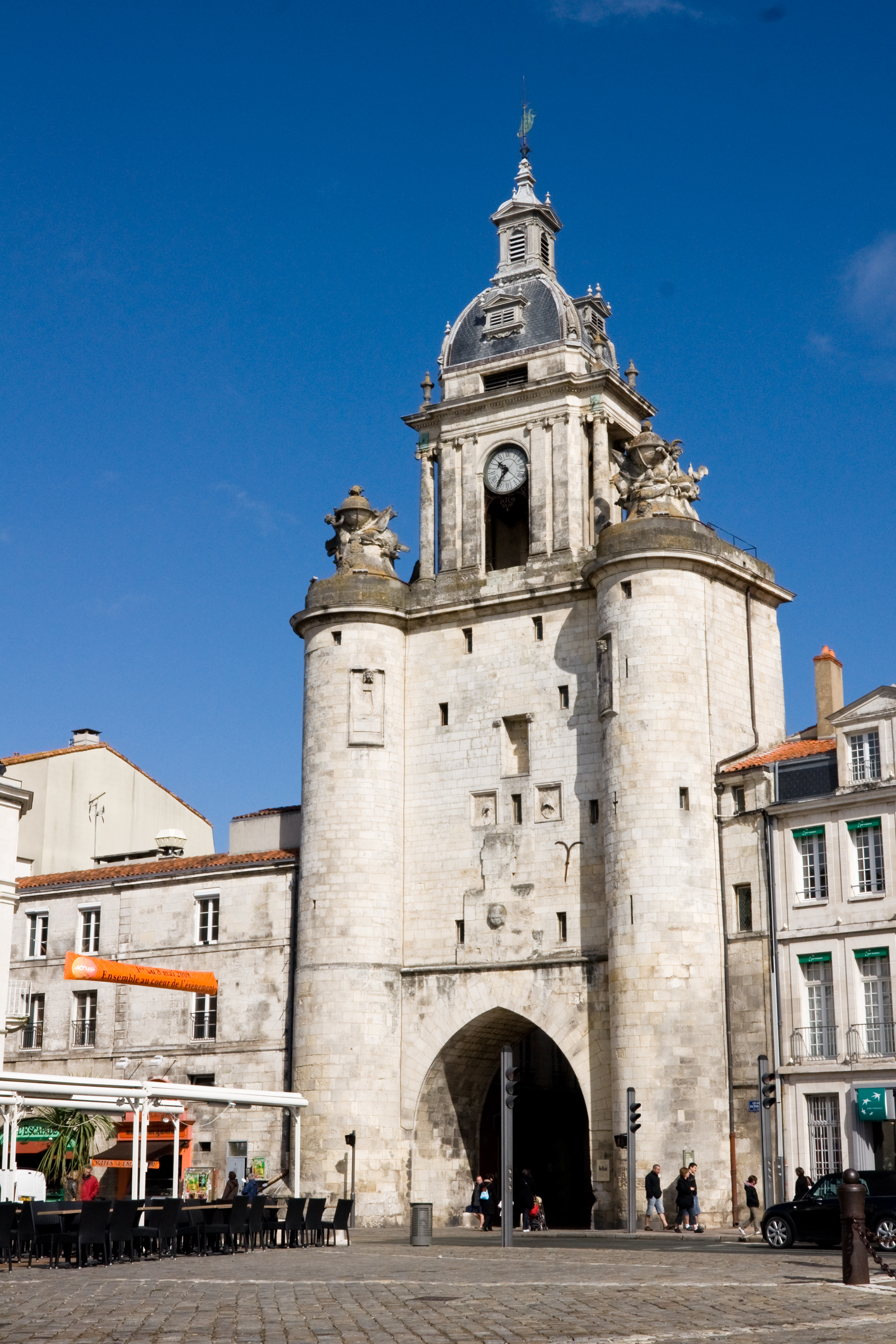
Façade sud de la Grosse-Horloge.
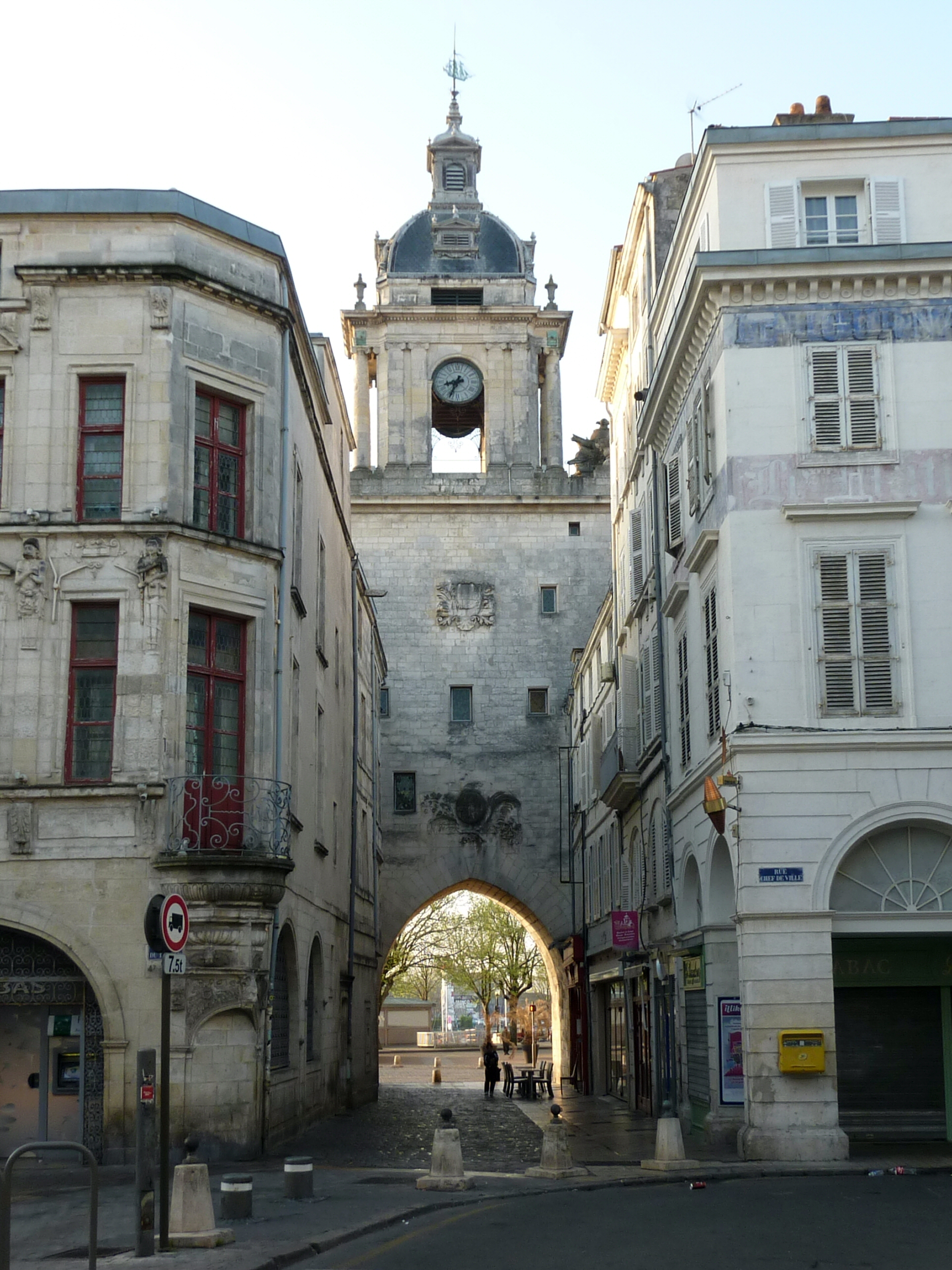
Façade nord de la Grosse-Horloge.
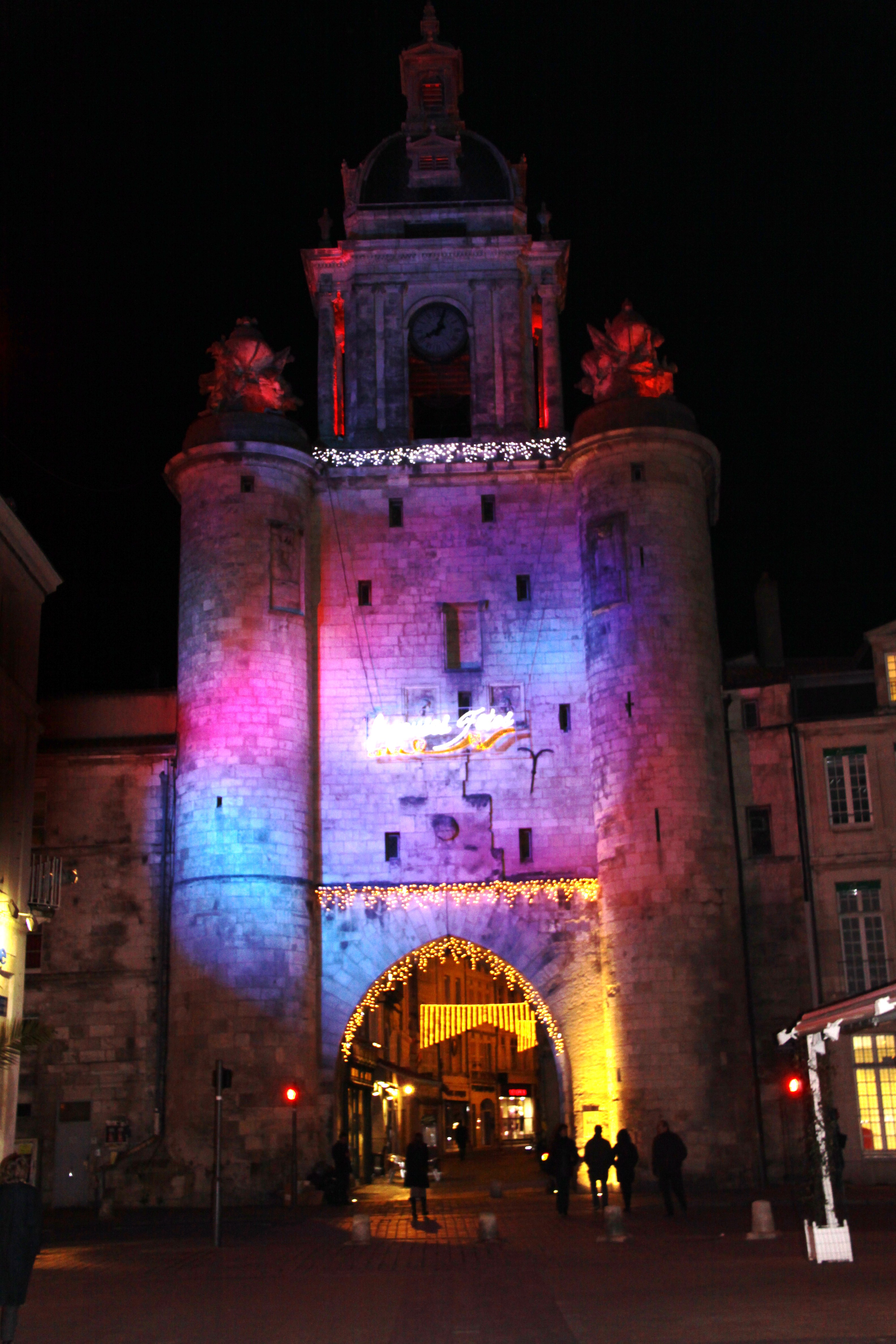
En période de noël.
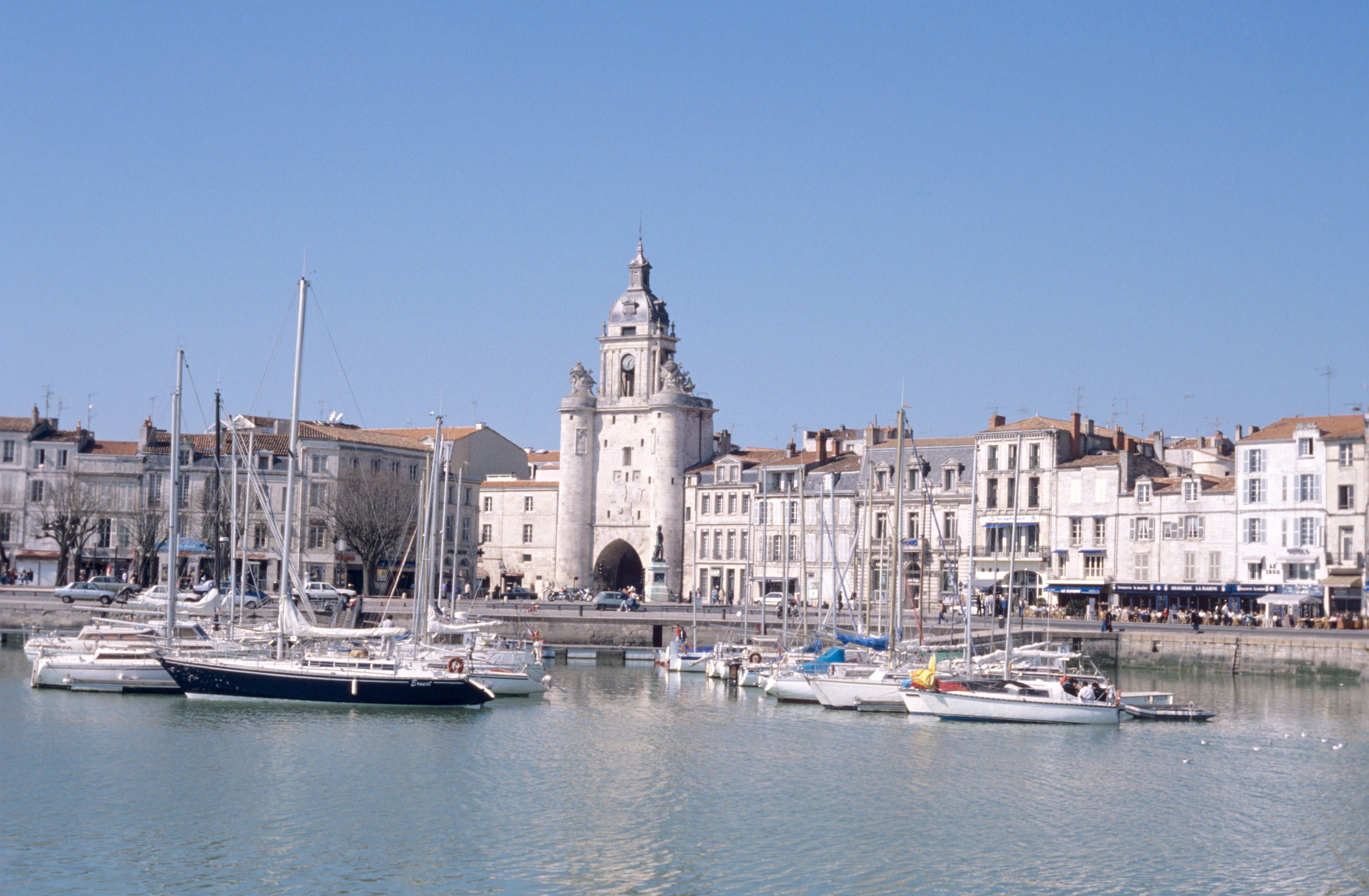
Vue du port.

## Pour approfondir